# Leggi fascistissime

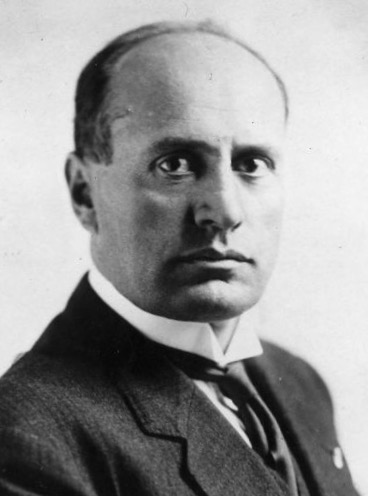
Benito Mussolini negli anni 20 del XX secolo

Le leggi fascistissime, o leggi eccezionali del fascismo, furono una serie di atti normativi, emanati tra il 1925 e il 1926, che iniziarono la trasformazione dell'ordinamento giuridico del Regno d'Italia nel regime fascista.

## Contesto storico
Il primo passo legislativo che consentì alle leggi eccezionali del fascismo di essere approvate dal Parlamento a larga maggioranza fu costituito dall'approvazione della nuova legge elettorale del 1923, la legge Acerbo. Essa modificò l'essenza del sistema elettorale proporzionale introducendo un forte premio di maggioranza, che assegnava i due terzi dei seggi al partito che avesse ottenuto almeno il 25% dei suffragi alle elezioni. Alle elezioni politiche italiane del 1924 la Lista Nazionale ottenne il 64,9% dei voti, pur con brogli e intimidazioni fisiche a favore del PNF, e dunque permise a Mussolini ed al PNF, senza sfruttare il premio di maggioranza, di ottenere quella larga maggioranza parlamentare necessaria per trasformare il Regno d'Italia nel regime fascista.
Dopo la larga vittoria elettorale seguì il periodo di maggiore crisi nella fase iniziale del governo Mussolini, ossia il rapimento e l'uccisione del deputato socialista unitario Giacomo Matteotti, il quale aveva denunciato apertamente violenze, illegalità ed abusi commessi dai fascisti per condizionare il risultato elettorale e vincere le elezioni, seguiti dalla cosiddetta secessione dell'Aventino da parte dell'opposizione parlamentare, in risposta all'uccisione di Giacomo Matteotti da parte di squadristi fascisti.

## Le norme e i contenuti

### Supremazia del governo sul parlamento
Con la legge 24 dicembre 1925, n. 2263 venne affermata la supremazia del potere esecutivo sul potere legislativo. La denominazione di Presidente del Consiglio dei Ministri venne mutata in Capo del Governo Primo Ministro Segretario di Stato, il quale smise di ricoprire un ruolo di primus inter pares. Il Primo Ministro era responsabile dell'indirizzo politico di fronte al Re, e a loro volta i ministri lo erano rispetto al Re e al Primo Ministro. La legge subordinò al governo anche il parlamento, il cui ordine del giorno era dettato dal Capo del Governo, che aveva anche la facoltà di chiedere il riesame di una legge respinta dalle camere. Il parlamento fu anche privato dalla possibilità di votare la fiducia al Capo del Governo, che essendo responsabile solo nei confronti della Corona, poteva essere nominato e revocato solo dal Re. Secondo il ministro della giustizia e degli affari di culto Alfredo Rocco il potere esecutivo diventava così «il depositario e l'organo di tutte le funzioni dello Stato generalmente considerate». All'epoca dell'introduzione della riforma Benito Mussolini, oltre a essere Capo del Governo, ricopriva anche l'incarico di ministro degli esteri ed era ad interim ministro della guerra, ministro della marina e ministro dell'aeronautica.
La successiva legge 31 gennaio 1926, n. 100 diede facoltà al governo di emanare norme giuridiche, tramite decreti legge immediatamente esecutivi, senza efficaci garanzie d'intervento da parte delle assemblee legislative.

### Nomina governativa delle amministrazioni locali
La legge 4 febbraio 1926, n. 237 rafforzò il potere dei prefetti e abolì il carattere elettivo delle amministrazioni comunali e provinciali, svoltesi fino al 1925, affidando l'amministrazione dei Comuni a funzionari di nomina del Governo, i podestà, mentre a Roma la giunta comunale fu sostituita dalla figura del Governatore, sempre di nomina governativa, con il regio decreto-legge 28 ottobre 1925, n 1249. Anche se inizialmente la figura podestarile fu prevista solo per i comuni con una popolazione inferiore ai 5 000 abitanti già con il regio decreto-legge 3 settembre 1926, n. 1910 si diffuse a tutti i Comuni italiani. Le autorità di nomina governativa sostituivano le amministrazioni comunali e provinciali elettive, che venivano quindi abolite, in virtù della Legge n. 237/1926.

### Soppressione della libertà di stampa
Il 20 gennaio 1926 entrò in vigore una legge sulla stampa (legge 31 dicembre 1925, n. 2307) che disponeva che i giornali potevano essere diretti, scritti e stampati solo se avessero avuto un direttore responsabile riconosciuto dal procuratore generale presso la corte di appello della giurisdizione dove era stampato il periodico. Il regolamento attuativo dell'11 marzo 1926 precisò che il procuratore era tenuto a sentire il prefetto, quindi il direttore di qualunque giornale doveva essere persona non sgradita al governo, pena l'impossibilità a pubblicare.

### Soppressione della libertà sindacale
Infine, la legge 3 aprile 1926, n. 563 proibì lo sciopero e stabilì che soltanto i sindacati "legalmente riconosciuti", quelli fascisti (che già detenevano praticamente il monopolio della rappresentanza sindacale dopo la conclusione del Patto di Palazzo Vidoni del 2 ottobre 1925 tra la Confindustria e le corporazioni fasciste), potessero stipulare contratti collettivi. Vennero inoltre proibite anche le serrate.

### Soppressione della libertà di associazione
Venne istituito un monopartitismo di fatto, perché il regio decreto 6 novembre 1926, n. 1848 (Testo Unico delle Leggi di Pubblica Sicurezza)  dava disposizione ai prefetti di sciogliere tutti i partiti, associazioni e organizzazioni che esplicano azione contraria al regime. La ricaduta parlamentare di questa decisione si ebbe quando la Camera dei deputati, nella seduta del 9 novembre 1926, dichiarò la decadenza dei deputati aventiniani - cioè quelli che si erano rifiutati di partecipare ai lavori della Camera a seguito del delitto Matteotti - e dei deputati comunisti che, pur avendo presenziato ai lavori in Aula nel 1924-1926, condividevano l'accusa secondo cui le elezioni del 1924 erano state inficiate da brogli e intimidazioni fisiche a favore del PNF.
Già a partire dalla XXVII legislatura, l'opposizione parlamentare era neutralizzata con la decadenza dei deputati aventiniani, che costituivano la quasi totalità dell'opposizione; la riforma elettorale del 1928 istituiva un monopartitismo con il sistema plebiscitario. Con la  
legge 26 novembre 1925, n. 2029 - (detta anche legge sulla massoneria, principale associazione presa di mira) - tutte le associazioni di cittadini dovevano essere sottoposte al controllo della polizia; e anche tutta la stampa doveva essere sottoposta a controllo, ed eventualmente censurata se aveva contenuti anti-nazionalistici e/o di critica verso il governo. Venne inoltre disposto il confino di polizia per gli antifascisti, con il Regio Decreto n. 1848/1926. 

### Creazione del "Tribunale speciale per la difesa dello Stato"
Con la legge 25 novembre 1926, n. 2008 venne istituito il "Tribunale speciale per la difesa dello Stato" con competenza circa il perseguimento reati contro la sicurezza dello Stato (per i quali era prevista anche la pena di morte) ed era formato da un collegio giudicante (formato da membri della MVSN e da militari).

### Creazione di polizia politica
Con il regio decreto legge 6 novembre 1926, n. 1903 - convertito in legge 22 gennaio 1928, n. 405 - venne creato un primo nucleo di polizia politica, ovvero l'"Ufficio Politico Investigativo" (UPI). dipendente organicamente dal Ministero degli Interni attraverso un ufficio centrale inquadrato nella "Divisione Polizia Politica" del Ministero stesso e destinato a coordinare tutti i servizi provinciali, e per il tramite dei Prefetti. 
Nel 1927 venne inoltre creato un ispettorato speciale di polizia, che nel 1930 assunse il nome di "OVRA". 

## Provvedimenti collegati
Alle leggi fascistissime propriamente dette, emanate tra il 1925 e il 1926, fu aggiunta nel 1928 una modifica della legge elettorale per la Camera dei deputati (legge 17 maggio 1928, n. 1019) che prevedeva una lista unica nazionale di 400 candidati scelti dal Gran consiglio del fascismo da sottoporre agli elettori per l'approvazione in blocco. Da allora in avanti le elezioni assunsero di fatto un carattere plebiscitario. Con la legge 9 dicembre 1928, n. 2693 il Gran consiglio del fascismo divenne la suprema autorità costituzionale del Regno d'Italia.
Il regio decreto 28 agosto 1931, n. 1227 impose il giuramento di fedeltà al fascismo da parte dei professori universitari. Il 27 maggio 1937 fu istituito il Ministero della cultura popolare e nell'anno scolastico 1930-1931 fu adottato il libro di testo unificato.
Infine, la legge 19 gennaio 1939, n. 129  modificò lo Statuto Albertino sopprimendo la Camera dei deputati e istituendo al suo posto la Camera dei fasci e delle corporazioni, nominata in blocco dal Gran consiglio del fascismo e dalle corporazioni fasciste, la cui portata reale dei poteri escluse i caratteri di effettiva titolarità della rappresentanza nazionale e di contitolarità, condivisa con il Re e con il Senato, del potere legislativo.

### Riferimenti normativi
- Legge 26 novembre 1925, n. 2029, in materia di "Regolarizzazione dell'attività delle Associazioni, Enti ed Istituti e dell'appartenenza ai medesimi del personale dipendente dallo Stato, dalle Provincie, dai Comuni e da Istituti sottoposti per legge alla tutela dello Stato, delle Provincie e dei Comuni"
- Legge 24 dicembre 1925, n. 2263, in materia di "Attribuzioni e prerogative del Capo del Governo, Primo Ministro Segretario di Stato"
- Legge 31 dicembre 1925, n. 2307, in materia di "Disposizioni sulla stampa periodica"
- Legge 31 gennaio 1926, n. 100, in materia di "Sulla facoltà del potere esecutivo di emanare norme giuridiche"
- Legge 31 gennaio 1926, n. 108, in materia di "Modificazioni ed aggiunte alla legge 13 giugno 1912, n. 555, sulla cittadinanza"
- Legge 4 febbraio 1926, n. 237, in materia di "Istituzione del Podestà e della Consulta municipale nei Comuni con popolazione non eccedente i 5000 abitanti"
- Legge 3 aprile 1926, n. 563, in materia di "Disciplina giuridica dei rapporti collettivi del lavoro"
- Regio decreto 3 settembre 1926, n. 1910, in materia di "Estensione dell'ordinamento podestarile a tutti i Comuni del Regno"
- Regio decreto 6 novembre 1926, n. 1848, in materia di "Approvazione del testo unico delle leggi di pubblica sicurezza"
- Legge 25 novembre 1926, n. 2008, in materia di "Provvedimenti per la difesa dello Stato"
- Legge 12 dicembre 1926, n. 2061, in materia di "Regio decreto-legge, 12 dicembre 1926, n. 2061, che dichiara il Fascio Littorio emblema dello Stato"